# Булига (Јаломица)
Булига (рум. Buliga) насеље је у Румунији у округу Јаломица у општини Фетешти. Oпштина се налази на надморској висини од 17 m.

## Становништво
Према подацима из 2002. године у насељу је живело 1157 становника, од којих су сви румунске националности.